# Liste der Biografien/Berl
Liste der Biografien |
Portal Biografien |
Personensuche
# |
A |
B |
C |
D |
E |
F |
G |
H |
I |
J |
K |
L |
M |
N |
O |
P |
Q |
R |
S |
T |
U |
V |
W |
X |
Y |
Z |
?
 
Ba |
Be |
Bd |
Bg |
Bh |
Bi |
Bj |
Bl |
Bm |
Bn |
Bo |
Br |
Bs |
Bu |
Bw |
By |
Bz
 
Bea–Beb |
Bec |
Bed |
Bee |
Bef |
Beg |
Beh |
Bei |
Bej |
Bek |
Bel |
Bem |
Ben |
Beo |
Bep |
Beq |
Ber |
Bes |
Bet |
Beu |
Bev |
Bew |
Bex |
Bey |
Bez
 
Bera |
Berb |
Berc |
Berd |
Bere |
Berf |
Berg |
Berh |
Beri |
Berj |
Berk |
Berl |
Berm |
Bern |
Bero |
Berq |
Berr |
Bers |
Bert |
Beru |
Berv |
Berw |
Berx |
Bery |
Berz
Die Liste der Biografien führt alle Personen auf, die in der deutschsprachigen Wikipedia einen Artikel haben. Dieses ist eine Teilliste mit 285 Einträgen von Personen, deren Namen mit den Buchstaben „Berl“ beginnt.

## Berl
- Berl, Antonie (1839–1906), deutsche Theaterschauspielerin
- Berl, Emmanuel (1892–1976), französischer Journalist, Erzähler und Essayist
- Berl, Ernst (1877–1946), österreichischer Chemiker
- Berl, Franz (1926–1990), österreichischer Landwirt und Politiker (ÖVP), Landtagsabgeordneter, Abgeordneter zum Nationalrat, Mitglied des Bundesrates
- Berl, Heinrich (1896–1953), deutscher Schriftsteller, Musikwissenschaftler, Journalist

### Berla
- Berla, Alois (1826–1896), österreichischer Schriftsteller und Schauspieler
- Berla, Herbert Franzoni (1912–1985), brasilianischer Ornithologe und Acarologe
- Berlage, Anton (1805–1881), katholischer Theologe
- Berlage, Hans (1896–1984), deutscher Architekt, Stadtplaner und Baubeamter

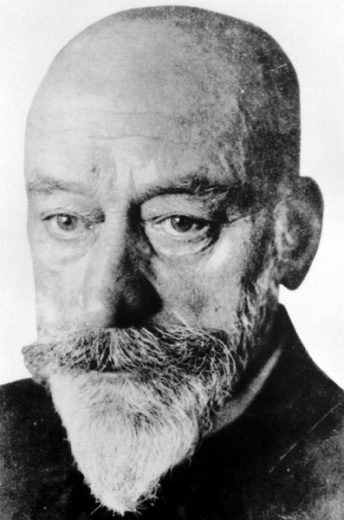
Hendrik Petrus Berlage (1856–1934)

- Berlage, Hendrik Petrus (1856–1934), niederländischer ArchitektHendrik Petrus Berlage (1856–1934)
- Berlage, Hendrik Petrus (1896–1968), niederländischer Astronom
- Berlage, Johannes (1883–1967), deutscher Jurist, Kommunalpolitiker und Bürgermeister in Emsdetten und Greven
- Berlage, Theresa (* 1964), deutsche Schauspielerin
- Berlak, Joachim (* 1973), deutscher Ingenieur und Hochschullehrer
- Berlakovich, Jürgen (* 1970), österreichischer Autor und Musiker
- Berlakovich, Marin (* 1982), österreichischer Journalist und Fernsehmoderator
- Berlakovich, Nikolaus (* 1961), österreichischer Politiker (ÖVP), Landtagsabgeordneter, Abgeordneter zum Nationalrat, LandwirtschaftsministerNikolaus Berlakovich (* 1961)

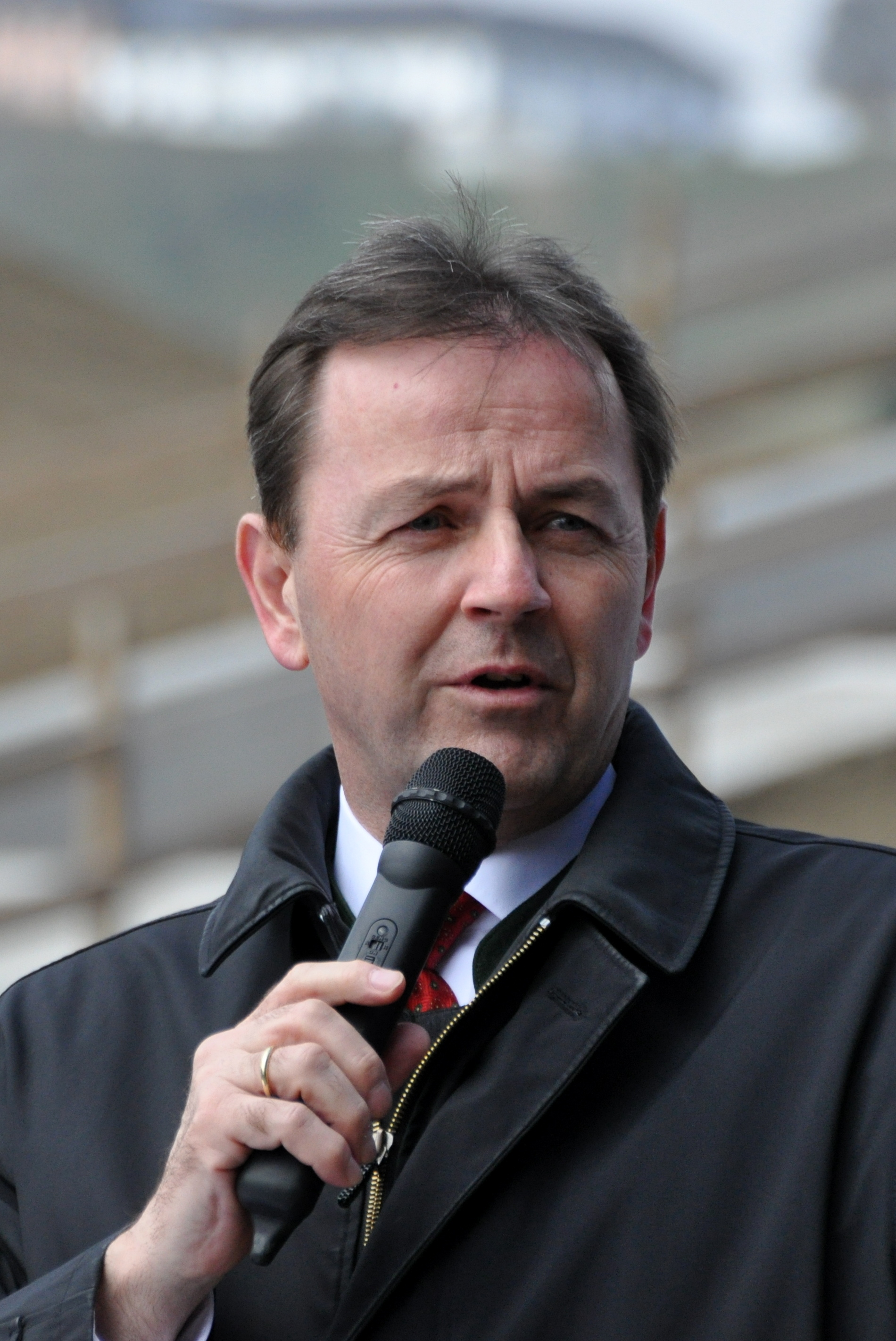
Nikolaus Berlakovich (* 1961)

- Berlakovich, Robert (1900–1994), österreichischer Politiker (CS), Landtagsabgeordneter
- Berlakovits, Christian (* 1948), österreichischer Jurist und Diplomat
- Berlam, Arduino (1880–1946), italienischer Architekt
- Berlam, Giovanni (1823–1892), österreichischer Architekt
- Berlam, Ruggero (1854–1920), italienischer Architekt
- Berland, Gary (1950–1988), US-amerikanischer Pokerspieler
- Berland, Knut Tore (* 1964), norwegischer Biathlet und Biathlontrainer
- Berland, Lucien (1888–1962), französischer Entomologe und Arachnologe
- Berland, Robert (* 1961), US-amerikanischer Judoka
- Berland, Roland (* 1945), französischer Radrennfahrer
- Berlanda, Emil (1905–1960), österreichischer Komponist
- Berlanga, Luis García (1921–2010), spanischer Filmregisseur
- Berlansky, Esther (* 1982), deutsche Jazzmusikerin (Gesang, Komposition)
- Berlant, Lauren (1957–2021), US-amerikanische Wissenschaftlerin, Kulturtheoretikerin und Autorin
- Berlanti, Greg (* 1972), US-amerikanischer Filmproduzent, Drehbuchautor und Filmregisseur
- Berlato, Sergio (* 1959), italienischer Politiker, MdEP
- Berlau, Heinz (1929–2002), deutscher Schauspieler
- Berlau, Ruth (1906–1974), dänische Schauspielerin, Regisseurin, Fotografin und Schriftstellerin
- Berlau-Kirschstein, Eckhard (* 1953), deutscher Fußballspieler
- Berlaymont, Charles de (1510–1578), niederländischer Militär und Politiker
- Berlaymont, Florent von († 1626), Graf von Lalaing, Graf von Berlaymont sowie Statthalter von Namur, Artois, Geldern-Zutphen und Gouverneur von Luxemburg
- Berlaymont, Gilles de († 1579), niederländischer Militär und Politiker
- Berlaymont, Ludwig von (1542–1596), Theologe und zweiter Fürsterzbischof von Cambrai

### Berle
- Berle, Adolf Augustus (1865–1960), US-amerikanischer kongregationalistischer Geistlicher
- Berle, Adolf Augustus (1895–1971), US-amerikanischer Jurist
- Berle, Milton (1908–2002), US-amerikanischer Schauspieler, Entertainer und Komiker
- Berléand, François (* 1952), französischer SchauspielerFrançois Berléand (* 1952)

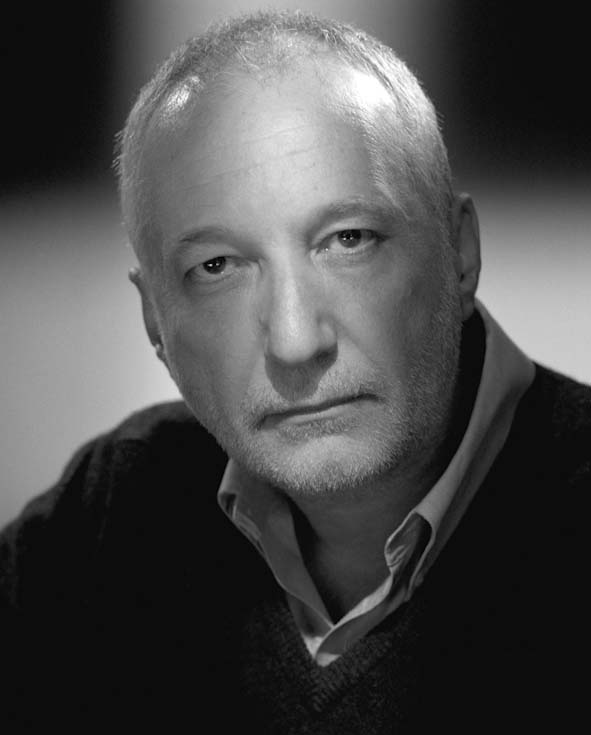
François Berléand (* 1952)

- Berlejung, Angelika (* 1961), deutsche evangelische Theologin auf dem Gebiet des Alten Testaments sowie Altorientalistin
- Berlekamp, Elwyn (1940–2019), US-amerikanischer Mathematiker und Informatiker
- Berlemann, Michael (* 1968), deutscher Wirtschaftswissenschaftler
- Berlenbach, Paul (1901–1985), US-amerikanischer Boxer im Halbschwergewicht und Weltmeister (1925–1926)
- Berlenz, Michael (1805–1879), fränkischer Kaufmann
- Berlepp, Frank (* 1959), deutscher Fußballspieler
- Berlepsch, Adolph von (1829–1870), deutscher Schriftsteller
- Berlepsch, Arnold von († 1379), landgräflicher Erbkämmerer und Marschall
- Berlepsch, August Adolph von (1790–1867), deutscher Forstmann
- Berlepsch, August von (1815–1877), deutscher Imker, Bienenforscher, Erfinder und Autor
- Berlepsch, Burkhardt von (1619–1691), deutscher Jurist und Verwaltungsbeamter
- Berlepsch, Carl Heinrich von (* 1694), fürstlich-würzburgischer Generalfeldmarschallleutnant
- Berlepsch, Carl Ludwig von (1791–1848), deutscher Landrat und Mitglied der Kurhessischen Ständeversammlung
- Berlepsch, Caspar von († 1521), landgräflicher Erbkämmerer und Hofmeister
- Berlepsch, Dietrich Otto von (1823–1896), deutscher Jurist und Kirchenpolitiker
- Berlepsch, Eitel von (1539–1602), Kommandant der Festung Ziegenhain und landgräflicher Gouverneur der Grafschaft Ziegenhain
- Berlepsch, Emilie von (1755–1830), deutsche Schriftstellerin
- Berlepsch, Erich Volkmar von († 1589), Oberhofrichter in Leipzig und Oberhauptmann in Thüringen
- Berlepsch, Erich Volkmar von (1707–1749), fürstlich-sächsischer Amtshauptmann in Weißenfels
- Berlepsch, Friedrich Ludwig von (1749–1818), deutscher Adliger, Hofrichter, Land- und Schatzrat im Königreich Hannover und Publizist
- Berlepsch, Gabriel von (* 1984), deutscher Film- und Theaterschauspieler
- Berlepsch, Georg Friedrich von (1727–1799), deutscher Domdechant, Konsistorialpräsident und Rittergutsbesitzer
- Berlepsch, Hans Freiherr von (1857–1933), deutscher Ornithologe
- Berlepsch, Hans Hermann Carl Ludwig von (1850–1915), deutscher Ornithologe
- Berlepsch, Hans Hermann von (1843–1926), deutscher Verwaltungsjurist, Minister und Sozialreformer in PreußenHans Hermann von Berlepsch (1843–1926)

Hans Hermann von Berlepsch (1843–1926)

- Berlepsch, Hans Sittich von († 1533), deutscher Ritter und Ministeriale
- Berlepsch, Hans von (1531–1593), landgräflicher Erbkämmerer und Rat
- Berlepsch, Hans von (1868–1928), sächsischer Major und Hofmarschall
- Berlepsch, Hartmann von (1601–1671), landgräflicher Erbkämmerer, sächsischer Offizier
- Berlepsch, Heinrich Moritz von (1736–1809), Komtur der Deutschordensballei Thüringen (1795–1809)
- Berlepsch, Hermann Alexander von (1814–1883), Buchhändler, Verleger und engagierten Liberaler
- Berlepsch, James von (1935–2008), Schauspieler und Theatergründer
- Berlepsch, Karl Friedrich von (1821–1893), Standesherr und Politiker
- Berlepsch, Karl von (1882–1955), deutscher Schriftsteller, Lyriker und Maler
- Berlepsch, Lina von (1829–1899), deutsche Schriftstellerin
- Berlepsch, Maria Goswina von (1845–1916), schweizerisch-österreichische Schriftstellerin und Journalistin
- Berlepsch, Marie Gertrude von (1654–1723), Fürstäbtissin und Oberhofmeisterin bei der spanischen Königin
- Berlepsch, Otto Wilhelm von (1618–1683), landgräflicher Erbkämmerer, sächsischer General
- Berlepsch, Sittich von († 1513), landgräflicher Erbkämmerer und Hofmeister
- Berlepsch, Thimon von (* 1978), deutscher Zauberkünstler und Hypnotiseur
- Berlepsch, Thomas Christian von (1668–1752), landgräflicher Erbkämmerer und Generallieutenant in der Hessen-kasselschen Armee
- Berlepsch, Tilo von (1913–1991), deutscher Schauspieler
- Berlepsch-Valendas, Hans Eduard von (1849–1921), Schweizer Architekt und Maler
- Berlese, Antonio (1863–1927), italienischer Entomologe
- Berlet, Bruno (1825–1892), deutscher Lehrer und Reiseschriftsteller des Erzgebirges
- Berlet, Chip (* 1949), US-amerikanischer investigativer Journalist, Finanzanalyst, Fotojournalist, Autor, TV-Experte und Aktivist
- Berlet, Erich (1860–1936), deutscher Lehrer und Heimatforscher
- Berlet, Gustav (1817–1908), deutscher Jurist und Politiker
- Berlet, Gustav Julius (1834–1901), deutscher Politiker
- Berlewi, Henryk (1894–1967), polnischer Maler und Grafiker
- Berlewin, Ordensritter des Deutschen Ordens

### Berli
- Berlich, Georg (1600–1671), deutscher Stiftssuperintendent, Domherr, Konsistorialrat und Rittergutsbesitzer
- Berlich, Johann Georg (1625–1675), deutscher Kommunalpolitiker und Bürgermeister der Stadt Chemnitz
- Berlichingen, Adolf von (1840–1915), deutscher katholischer Theologe, Jesuit, Schriftsteller, Philologe, Naturwissenschaftler und Arzt
- Berlichingen, Alexandra von (1941–2023), deutsche Festspielleiterin
- Berlichingen, Burkhard von († 1623), Hofmarschall und Kaiserlicher Rat
- Berlichingen, Eberhard Maximilian Karl von (1718–1785), k.k. General der Kavallerie
- Berlichingen, Götz von († 1562), fränkischer ReichsritterGötz von Berlichingen († 1562)

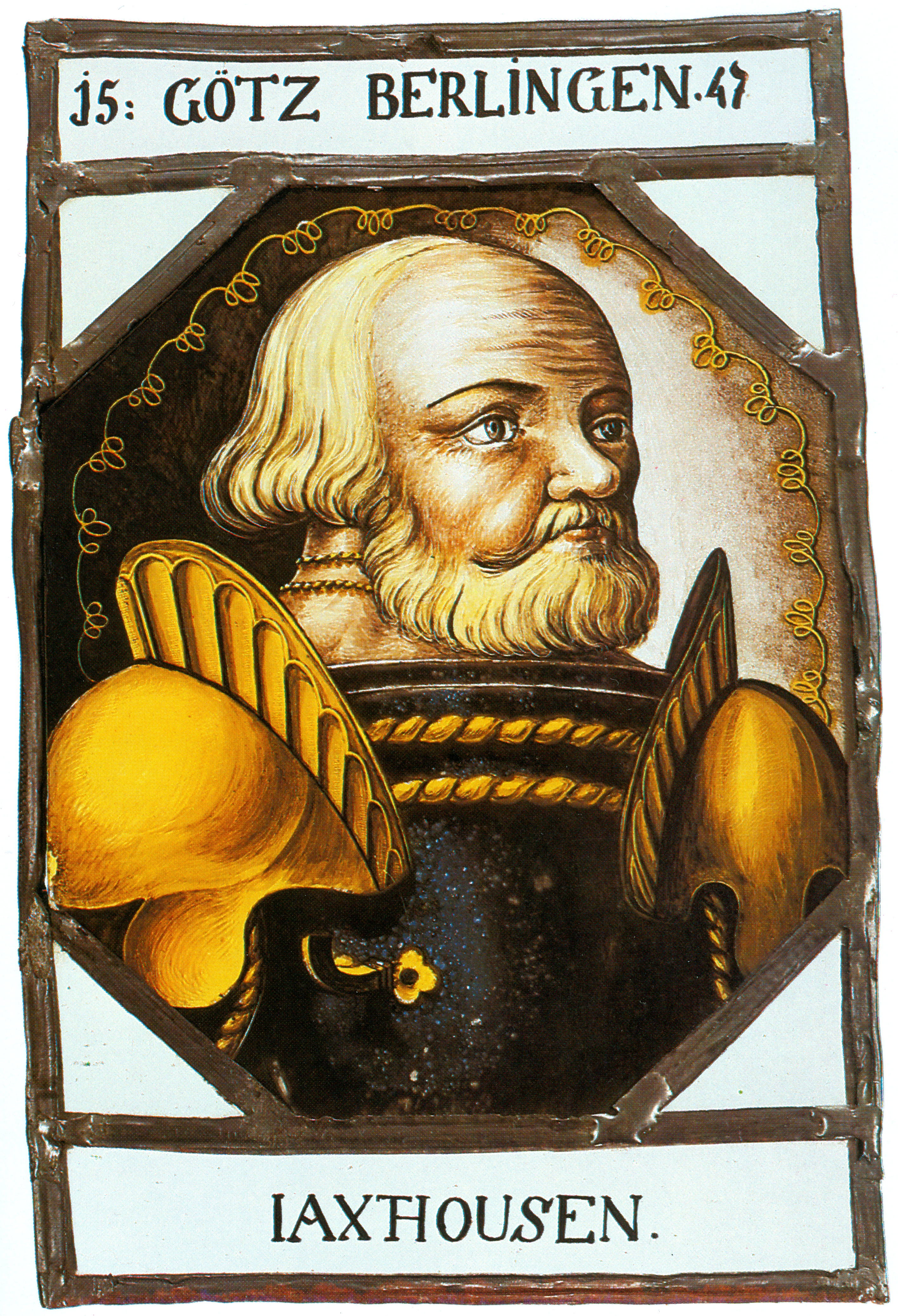
Götz von Berlichingen († 1562)

- Berlichingen, Johann Friedrich Alexander von (1719–1789), k.k. Feldmarschall-Lieutenant
- Berlichingen, Johann Friedrich von (1682–1751), k.k General der Kavallerie
- Berlichius, Matthias (1586–1638), deutscher Rechtswissenschaftler und Anwalt
- Berlie Belaunzarán, Emilio Carlos (* 1939), mexikanischer Geistlicher, römisch-katholischer Bischof
- Berlier, Hippolyte (1919–1992), römisch-katholischer Theologe und Bischof von Niamey
- Berlière, Ursmer (1861–1932), belgischer Pater und Kirchenhistoriker
- Berligne, Eliyahu (1866–1959), russisch-israelischer Jurist, Unternehmer und Politiker
- Berlijn, Anton (1817–1870), niederländischer Komponist
- Berlijn, Robin (* 1971), niederländischer Gitarrist
- Berlin, Abby (1907–1965), US-amerikanischer Filmregisseur
- Berlin, Alexandra (* 1988), deutsche Journalistin
- Berlin, Andreas (1746–1773), schwedischer Botaniker
- Berlin, August (1910–1981), deutscher Politiker (SPD), MdB
- Berlin, Ben (1896–1944), estnischer Musiker
- Berlín, Benito (* 1932), mexikanischer Botschafter
- Berlin, Bernhard († 1457), Bürgermeister von Heilbronn (1456–1457)
- Berlin, Brent (* 1936), US-amerikanischer Anthropologe
- Berlin, Brigid (1939–2020), US-amerikanische Künstlerin
- Berlin, Chaim (1832–1912), orthodoxer Rabbiner
- Berlin, Christian (* 1971), deutscher Eishockeytorwart
- Berlin, David (* 1943), US-amerikanischer Komponist und Musikpädagoge
- Berlin, Eisik (1792–1865), deutscher Rabbiner
- Berlin, Fanny († 1896), russische Juristin
- Berlin, Franz (* 1983), deutscher Koch
- Berlin, Frieder (* 1954), deutscher Jazzmusiker und Musikredakteur
- Berlin, Gertrud (1885–1941), deutsche Unternehmergattin und verfolgte Jüdin
- Berlin, Greta (* 1941), US-amerikanische Aktivistin
- Berlin, Gustav (1878–1955), preußischer Verwaltungsjurist und Kommunalpolitiker, Landrat
- Berlin, Hans, deutscher Notar und Prokurator, der im Bauernkrieg eine Rolle spielte
- Berlin, Hartmut (* 1950), deutscher Satiriker
- Berlin, Heinrich (1915–1988), deutscher Ethnologe, Anthropologe und Altamerikanist
- Berlin, Ira (1941–2018), US-amerikanischer Historiker
- Berlin, Irving (1888–1989), US-amerikanischer KomponistIrving Berlin (1888–1989)

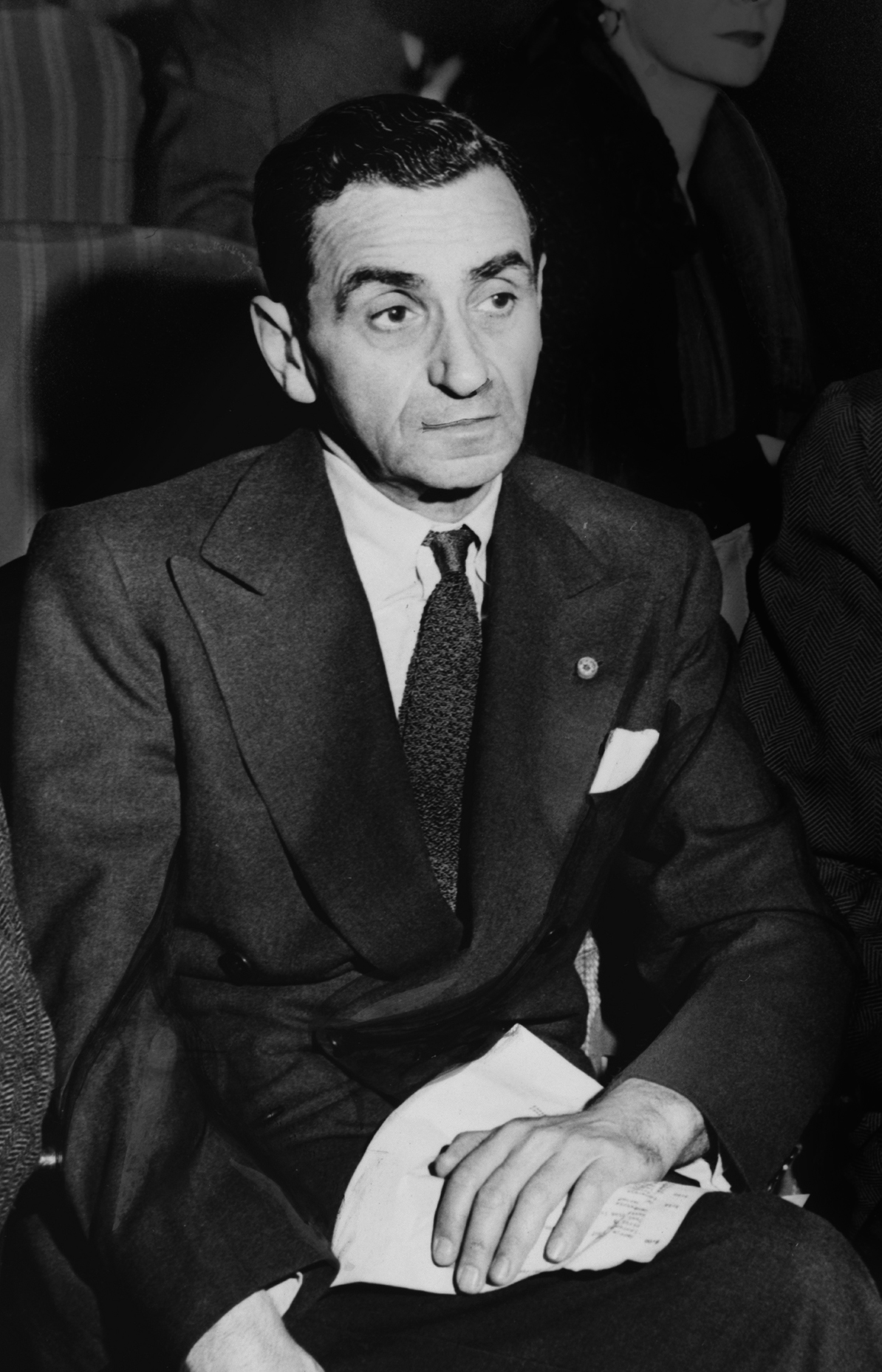
Irving Berlin (1888–1989)

- Berlin, Isaiah (1909–1997), russisch-britischer politischer Philosoph und Ideengeschichtler jüdischer Abstammung
- Berlin, Jazy (* 1986), US-amerikanische Schauspielerin und Pornodarstellerin
- Berlin, Jeannie (* 1949), US-amerikanische Schauspielerin
- Berlin, Jeff (* 1953), US-amerikanischer E-Bassist
- Berlin, Jeffrey B. (1946–2021), US-amerikanischer Literaturwissenschaftler und Germanist
- Berlin, Jesaja (1725–1799), deutscher Rabbiner, Oberrabbiner in Breslau
- Berlin, Jimi (* 1965), deutscher Musiker, Singer-Songwriter, Autor und Zeichner
- Berlin, Johan Daniel (1714–1787), dänisch-norwegischer Komponist und Organist
- Berlin, Johan Henrich (1741–1807), dänisch-norwegischer Komponist und Organist
- Berlin, Jonathan (* 1994), deutscher Schauspieler
- Berlin, Katja (* 1980), deutsche Autorin, Kolumnistin und Bloggerin
- Berlin, Lase (1740–1814), deutscher Rabbiner
- Berlin, Laura (* 1990), deutsche Schauspielerin und ModelLaura Berlin (* 1990)

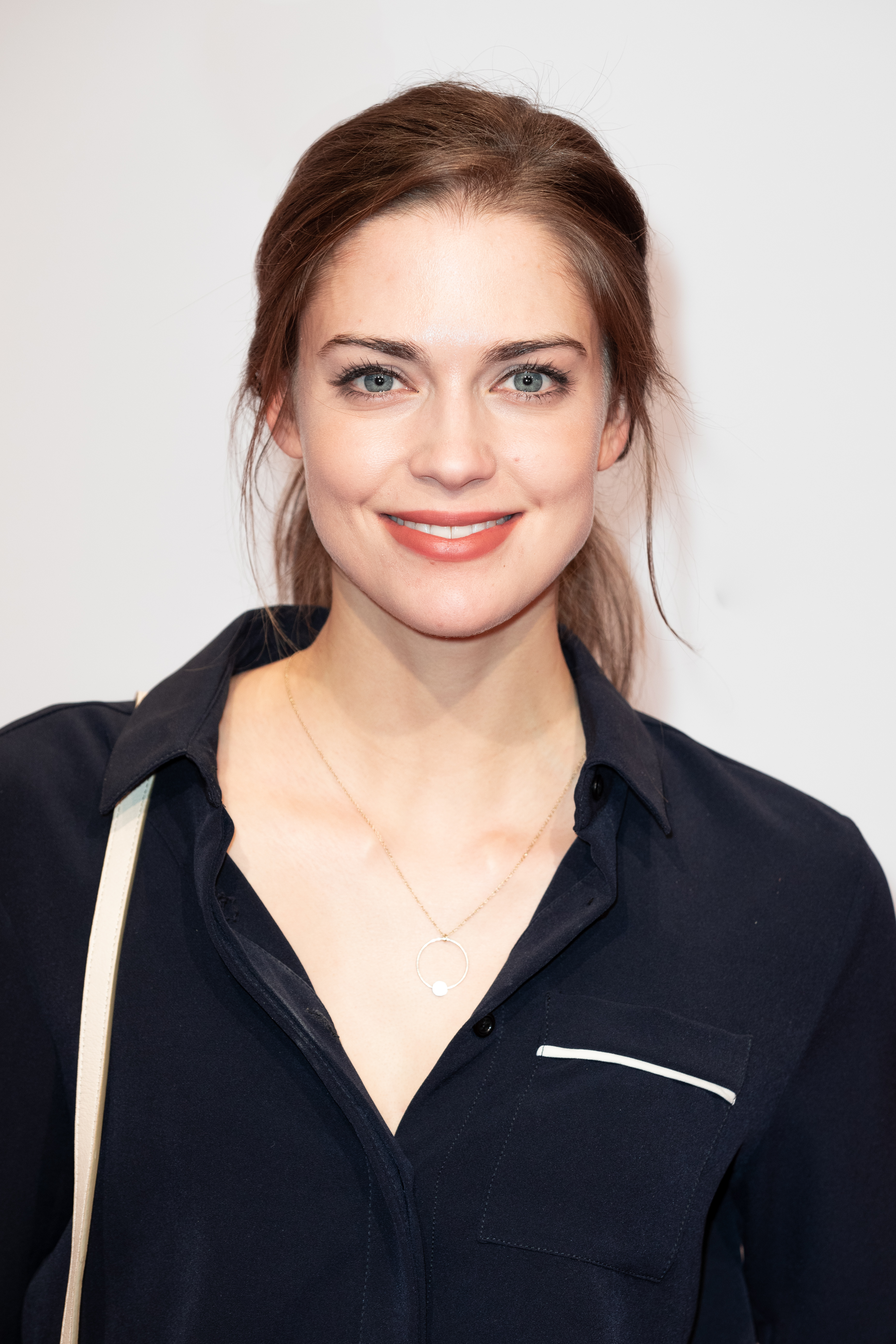
Laura Berlin (* 1990)

- Berlin, Leonid Lwowitsch (1925–2001), sowjetischer bzw. russischer Bildhauer und Grafiker
- Berlin, Löb (1737–1814), deutscher Rabbiner
- Berlin, Lucia (1936–2004), US-amerikanische Schriftstellerin
- Berlin, Lucie (1895–1904), deutsches Moderopfer
- Berlin, Malou (* 1961), deutsche Schriftstellerin und Filmemacherin
- Berlin, Moses († 1829), deutscher Rabbiner
- Berlin, Naphtali Zwi Juda (1816–1893), russischer Rabbiner
- Berlin, Noah-Haium-Hirsch (1734–1802), deutscher Rabbiner und Autor
- Berlin, Per (1921–2011), schwedischer Ringer
- Berlin, Peter (* 1942), deutscher Aktfotograf, Pornoproduzent und -darsteller
- Berlin, Rudolf (1833–1897), deutscher Augenarzt
- Berlin, Saul (1740–1794), deutscher jüdischer Gelehrter
- Berlin, Steve (* 1955), US-amerikanischer Rocksaxophonist und -produzent
- Berlin, Theodore H. (1917–1962), US-amerikanischer Physiker
- Berlin, Tilo (* 1958), deutscher Bankmanager
- Berlin, Uwe Dag (* 1958), deutscher Schauspieler und Regisseur
- Berlin, Wilhelm (1889–1987), deutscher General der Artillerie im Zweiten Weltkrieg
- Berlin, Wilhelm Bernhard († 1604), Bürgermeister von Heilbronn
- Berlin, William M. (1880–1962), US-amerikanischer Politiker
- Berlin, Wolf, Bürgermeister von Heilbronn (1552–1564)
- Berlin-Bieber, Leonard (1841–1931), deutscher Porträtfotograf mit Ateliers in Hamburg und Berlin
- Berlin-Heimendahl, Susanne von (1916–2002), deutsche Kinderärztin und Hochschullehrerin
- Berlin-Sémon, Joseph (* 1994), französischer Radsportler
- Berline, Nicole (* 1944), französische Mathematikerin
- Berliner Maler, griechischer Vasenmaler
- Berliner Maler der Trichter-Gruppe, etruskischer Vasenmaler
- Berliner, Abraham (1833–1915), jüdisch-deutscher Gelehrter und Historiker
- Berliner, Anna (1888–1977), deutsche Psychologin und Autorin
- Berliner, Arnold (1862–1942), deutscher Physiker
- Berliner, Baruch (* 1942), israelischer Komponist, Ökonom und Dichter
- Berliner, Bernhard (1885–1976), deutscher Mediziner
- Berliner, Cora (* 1890), deutsche Wirtschaftswissenschaftlerin
- Berliner, David C. (* 1938), US-amerikanischer Entwicklungspsychologe
- Berliner, Dvora (* 1947), israelische Richterin
- Berliner, Egon (1923–1945), österreichischer Offizier beim britischen Geheimdienst und Widerstandskämpfer
- Berliner, Emil (1851–1929), deutsch-amerikanischer Erfinder der Schallplatte und des Grammophons. Seit 1881 amerikanischer StaatsbürgerEmil Berliner (1851–1929)

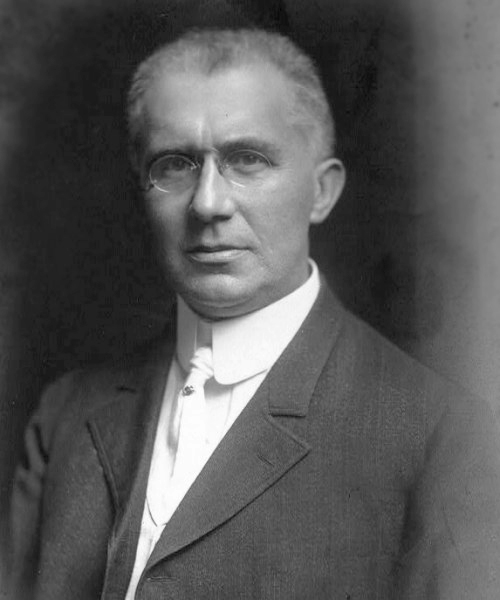
Emil Berliner (1851–1929)

- Berliner, Ernst (1880–1957), deutscher Mikrobiologe und Biochemiker
- Berliner, Ernst (1891–1977), deutscher Radsportler und Radsportmanager
- Berliner, Hans (1929–2017), US-amerikanischer Schachspieler
- Berliner, Henry (1895–1970), US-amerikanischer Flugzeug- und Helikopterpionier
- Berliner, Herbert (1882–1966), kanadischer Musikproduzent und Erfinder
- Berliner, Jacob (1849–1918), deutscher Kaufmann
- Berliner, Jay (* 1940), US-amerikanischer klassischer Gitarrist
- Berliner, Joseph (1858–1938), deutscher Fabrikant
- Berliner, Manfred (1853–1931), deutscher Handelslehrer, Inhaber und Leiter einer privaten Handelsschule
- Berliner, Martin (1896–1966), österreichischer Schauspieler
- Berliner, Paul F. (* 1946), US-amerikanischer Musikethnologe und Musiker
- Berliner, Rudolf (1886–1967), deutscher Kunsthistoriker
- Berliner, Sasha (* 1998), amerikanische Jazzmusikerin (Vibraphon, Komposition)
- Berliner, Siegfried (1884–1961), deutsch-US-amerikanischer Physiker, Dozent und Hochschullehrer
- Berliner, Trude (1904–1977), deutsche Schauspielerin, Tänzerin und Sängerin
- Berliner, Wilhelm (1881–1936), österreichischer Manager
- Berlinerblau, Stefania (1852–1921), russisch-amerikanische Chirurgin
- Berling, Carl (1812–1871), dänischer Zeitungsherausgeber und Freund von König Frederik VII.
- Berling, Carla (* 1960), deutsche AutorinCarla Berling (* 1960)

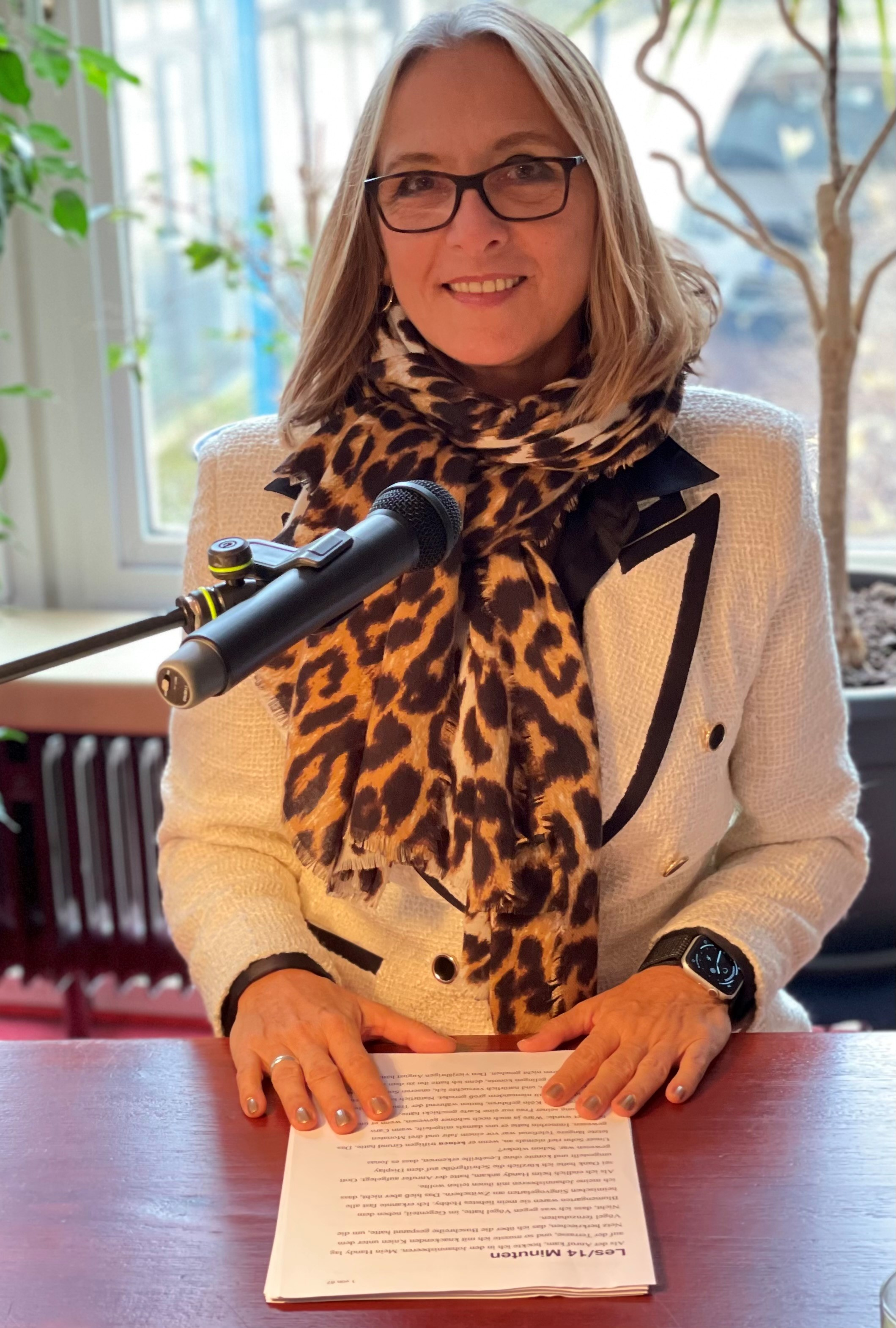
Carla Berling (* 1960)

- Berling, Charles (* 1958), französischer Schauspieler, Filmregisseur und Drehbuchautor
- Berling, Ernst Henrich (1708–1750), deutsch-dänischer Buchdrucker und Herausgeber
- Berling, Georg Julius (1817–1873), plattdeutscher Dichter
- Berling, Gustav (1869–1943), deutscher Ingenieur und Erfinder
- Berling, Heinrich (1817–1896), deutscher Zollverwalter, Postmeister und Politiker, MdR
- Berling, Karl (1857–1940), deutscher Kunsthistoriker
- Berling, Laura Melina, deutsche Bloggerin und Autorin
- Berling, Max H. (1905–1999), deutscher Architekt
- Berling, Michael (* 1982), dänischer Radrennfahrer
- Berling, Peter (1934–2017), deutscher Autor und SchauspielerPeter Berling (1934–2017)

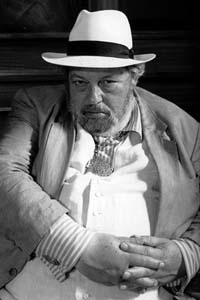
Peter Berling (1934–2017)

- Berling, Ute (* 1957), deutsche Schlagersängerin
- Berling, Zygmunt (1896–1980), polnischer General und Politiker
- Berlingen, Jean-Pierre (1940–2018), französischer Dirigent
- Berlinger, Barney (1908–2002), US-amerikanischer Meister im Zehnkampf
- Berlinger, Carlos (* 2003), österreichischer Fußballspieler
- Berlinger, Georg (1882–1946), deutscher Architekt und Bauunternehmer
- Berlinger, Georg (1910–1992), deutscher Architekt und Dombaumeister
- Berlinger, Jakob (1866–1945), deutscher Rabbiner
- Berlinger, Joe (* 1961), US-amerikanischer Dokumentarfilmer
- Berlinger, Johann Georg (1841–1900), Schweizer Textilfabrikant, Oberst und Politiker
- Berlinger, Joseph (* 1952), bayerischer Dramatiker, Theaterregisseur, Mundartlyriker, Schriftsteller, Hörspielautor und Drehbuchautor
- Berlinger, Lena (* 1988), deutsche Triathletin
- Berlinger, Naphtali (1876–1943), deutscher Lehrer und der letzte Rabbiner von Buttenhausen
- Berlinger, Nicolas (* 1987), Schweizer Unihockeyspieler
- Berlinger, Rudolph (1907–1997), deutscher Philosoph
- Berlinger, Warren (1937–2020), US-amerikanischer Schauspieler
- Berlinghieri, Barone, Franziskaner und italienischer Maler
- Berlinghieri, Berlinghiero, italienischer Maler
- Berlinghieri, Bonaventura, italienischer Maler
- Berlinghieri, Marco, italienischer Maler und Miniaturmaler
- Berlinghof, Regina (* 1947), deutsche Schriftstellerin
- Berlinghof, Sophie (1910–2002), kommunistische Widerstandskämpferin und Kommunalpolitikerin in Heidelberg
- Berlinghof, Ursula (* 1961), deutsche Schauspielerin
- Berlinghoff, Adelgundis (1849–1922), römisch-katholische Benediktinerin und Äbtissin der Abtei St. Gabriel
- Berlinghoff, Sharon (* 1995), deutsche SchauspielerinSharon Berlinghoff (* 1995)

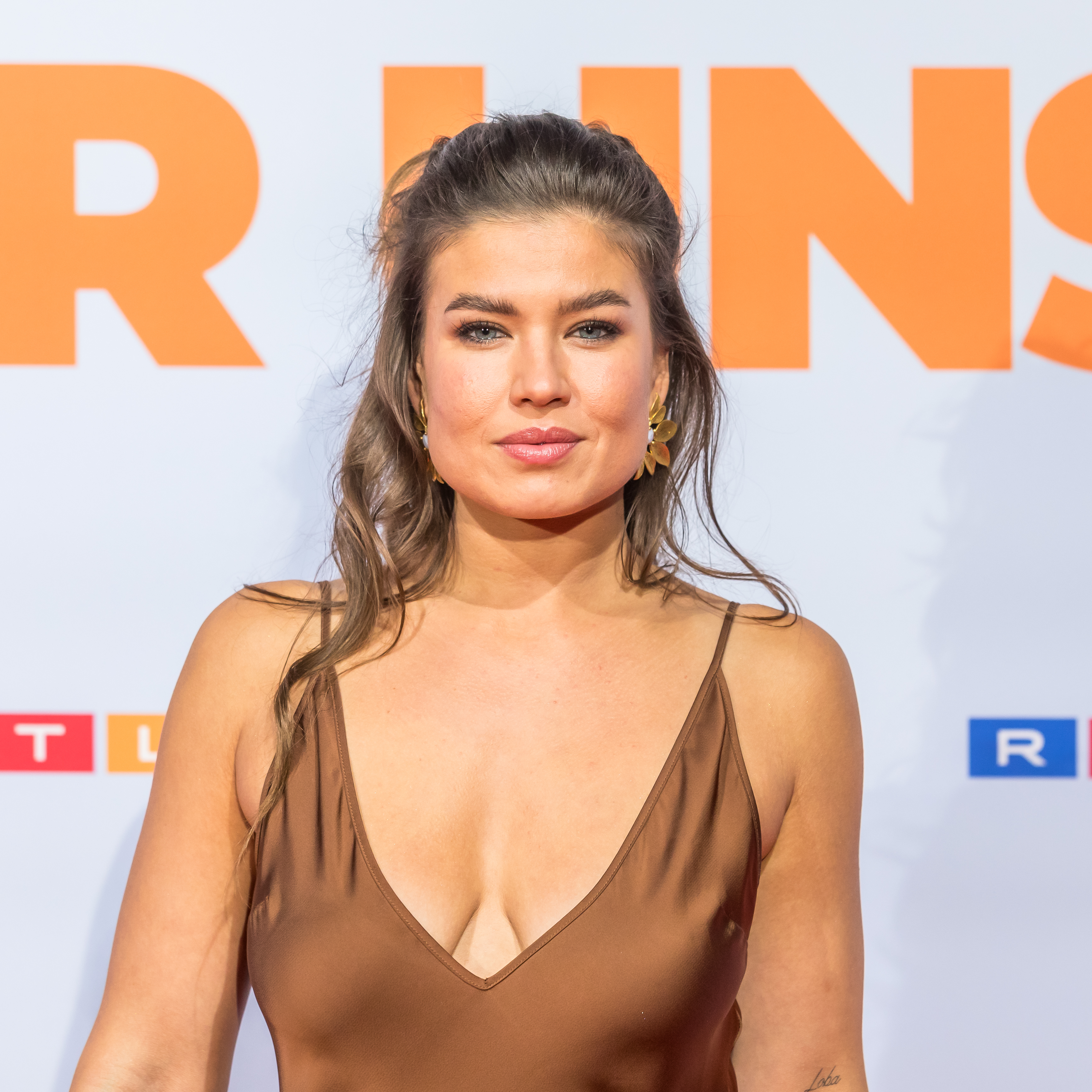
Sharon Berlinghoff (* 1995)

- Berlingieri, Osvaldo (1928–2015), argentinischer Tangopianist und -komponist
- Berlingin, René (1911–1986), belgisch-luxemburgischer Immobilienmakler, Investor und Philatelist
- Berlinguer, Enrico (1922–1984), italienischer Politiker, MdEP und AntifaschistEnrico Berlinguer (1922–1984)

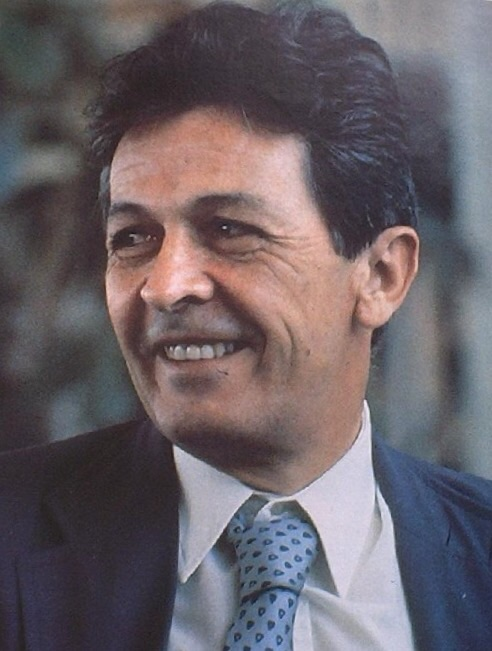
Enrico Berlinguer (1922–1984)

- Berlinguer, Giovanni (1924–2015), italienischer Politiker, Mitglied der Camera, MdEP und Hochschullehrer
- Berlinguer, Giuliana (1933–2014), italienische Regisseurin und Drehbuchautorin
- Berlinguer, Luigi (1932–2023), italienischer Politiker (PCI, PD), Mitglied der Camera, MdEP
- Berlinguette, Louis (1887–1959), kanadischer Eishockeyspieler und -trainer
- Berlinicke, Johann Gottlieb (1805–1880), deutscher Bauerngutsbesitzer und Gemeindevorsteher
- Berlinskaja, Ljudmila Walentinowna (* 1960), russische Pianistin
- Berlinski, David (* 1942), US-amerikanischer Mathematiker
- Berliński, Hersz (1908–1944), jüdisch-polnischer Widerstandskämpfer
- Berlinski, Maxim Fjodorowitsch (1764–1848), russischer Historiker, Pädagoge und Archäologe
- Berlinski, Ron (* 1994), deutscher Fußballspieler
- Berlinski, Tova (1915–2022), israelische Malerin
- Berlinski, Walentin Alexandrowitsch (1925–2008), russischer Cellist und Gründungsmitglied des Borodin-Quartett
- Berlinsky, Zeev, israelischer Schauspieler
- Berlioux, Monique (1923–2015), französische Schwimmerin, Journalistin und Sportfunktionärin
- Berlioz, Hector (1803–1869), französischer Komponist und MusikkritikerHector Berlioz (1803–1869)

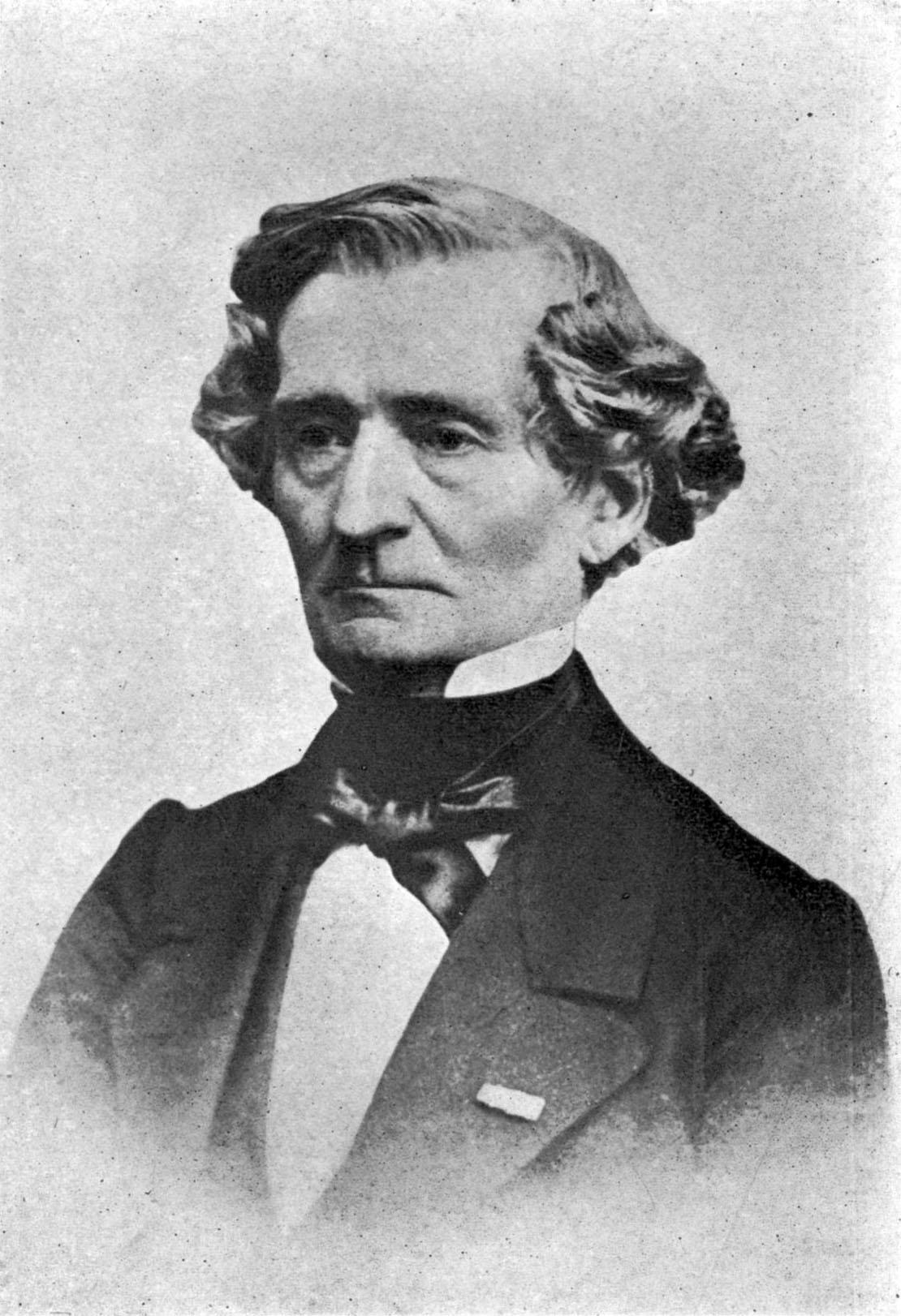
Hector Berlioz (1803–1869)

- Berlioz, Jacques (1891–1975), französischer Zoologe
- Berlioz, Louis (1776–1848), französischer Landarzt
- Berlis, Angela (* 1962), deutsche Hochschullehrerin und altkatholische Theologin
- Berlischky, Georg Wilhelm († 1805), deutscher Architekt und Baubeamter
- Berlisk, Nejc (* 1989), slowenischer Eishockeyspieler
- Berlit, Georg (1850–1916), deutscher Anglist
- Berlit, Jean (1848–1937), deutscher Bäderunternehmer
- Berlit, Peter (* 1950), deutscher Neurologe
- Berlit, Rüdiger (1883–1939), deutscher expressionistischer Maler, Aquarellist und Graphiker
- Berlit, Uwe-Dietmar (* 1956), deutscher Jurist und Richter am Bundesverwaltungsgericht
- Berlitz, Charles (1914–2003), US-amerikanischer Schriftsteller
- Berlitz, Maximilian Delphinius (1852–1921), deutsch-US-amerikanischer Sprachpädagoge, Gründer der Berlitz-Sprachschule

### Berlo
- Berloco, Giacinto (* 1941), italienischer Geistlicher, emeritierter Erzbischof und Diplomat des Heiligen Stuhls
- Berlocq, Carlos (* 1983), argentinischer Tennisspieler
- Berloff, Andrea, US-amerikanische Drehbuchautorin und Regisseurin
- Berloffa, Alcide (1922–2011), italienischer Politiker
- Berloffa, Bruno (* 1971), österreichischer Fußballspieler und Bergsteiger
- Berloschnik, Bonaventura (1884–1936), österreichischer Politiker (SDAP), MdL (Burgenland)
- Berlot, Gašper (* 1990), slowenischer Nordischer Kombinierer
- Berlower, Thomas († 1496), Protonotar und Rat, Dompropst zu Konstanz und Wien, Bischof von Konstanz
- Berlowitz, Leslie Cohen (1944–2020), US-amerikanische Präsidentin der American Academy of Arts and Sciences

### Berls
- Berls, Ulrich (* 1954), deutscher Journalist, Leiter des ZDF-Landesbüros Bayern

### Berlu
- Berlusconi, Marina (* 1966), italienische Unternehmerin, Tochter von Silvio Berlusconi
- Berlusconi, Paolo (* 1949), italienischer Unternehmer
- Berlusconi, Pier Silvio (* 1969), italienischer Unternehmer
- Berlusconi, Silvio (1936–2023), italienischer Politiker, Mitglied der Camera, MdEP und UnternehmerSilvio Berlusconi (1936–2023)

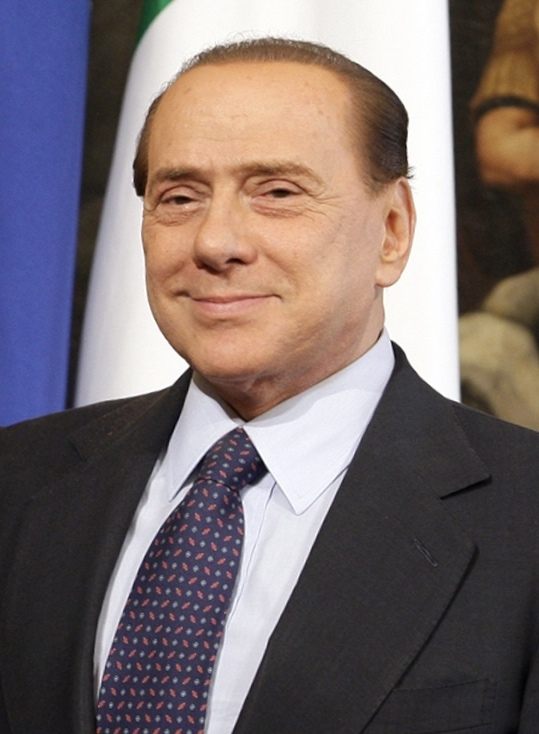
Silvio Berlusconi (1936–2023)

### Berly
- Berly, Hugo (1941–2009), chilenischer Fußballspieler
- Berlyn, Michael (* 1949), amerikanischer Computerspiel-Designer und Science-Fiction-Autor
- Berlyne, Daniel (1924–1976), britisch-kanadischer Psychologe